# اچ‌ام‌اس شارک (۵۴اس)
اچ‌ام‌اس شارک (۵۴اس) (به انگلیسی: HMS Shark (54S)) یک زیردریایی بود که طول آن ۲۰۸ فوت ۹ اینچ (۶۳٫۶۳ متر) بود. این زیردریایی در سال ۱۹۳۴ ساخته شد.